# Powidl
Le powidl (ou powidel, du tchèque povidla ou du polonais powidła) est une pâte à tartiner aux fruits préparée à partir de prunes quetsches. Contrairement à la confiture ou à la marmelade, et contrairement au Pflaumenmus allemand (purée de prunes), le powidl est préparé sans ajout d'édulcorants ou de gélifiants. Le powidl est cuit pendant plusieurs heures afin d'obtenir la douceur et la consistance nécessaires. Les prunes utilisées doivent être récoltées le plus tard possible, idéalement après les premières gelées, afin qu'elles contiennent suffisamment de sucre.
En Autriche, en Moravie et en Bohême, le powidl est la base du Buchteln, du gâteau powidl et du Germknödel, mais il est également utilisé comme pâte à tartiner pour les sandwichs. Le powidl se conserve longtemps, surtout s'il est conservé dans de la vaisselle traditionnelle,.
Traditionnellement, de grandes quantités de powidl destinées à servir de réserve hivernale et d'édulcorant naturel étaient préparées à la fin de l'automne lors d'un événement communautaire. Comme remuer constamment le ragoût était un travail épuisant, les gens se relayaient et faisaient des travaux plus faciles entre les tours. Le terme tchèque povidla est uniquement au pluriel (le mot polonais powidła également).